# Шелберн (графство, Новая Шотландия)
Шелберн — графство в канадской провинции Новая Шотландия. Графство является переписным районом и не является административной единицей провинции, эти функции вне городов и резерваций выполняют два округа Баррингтон и Шелберн.

## География
Графство расположено в самой южной части полуострова Новая Шотландия и омывается водами Атлантического океана. Графство граничит только с графствами Ярмут (на северо-западе) и Куинс (на северо-востоке).
По территории графства проходит автодорога провинциального значения хайвей 103, а также ряд дорог, управляемых графством, основными из которых являются магистраль 3 и коллекторы 203, 309 и 330.

## История
Графство Шелберн было образовано в 1784 году. Графство, как и поселение лоялистов, которое стало его административным центром, были названы губернатором Парром в честь премьер-министра Великобритании в 1782—1783 годы графа Шелберна. В 1784 году была уточнена и точно обозначена граница с графством Куинс, официально установленная 16 декабря 1785 года.
В 1836 году от Шелберна отделилось графство Ярмут, а в 1837 году были обозначены точные границы разделения. В 1854 году графство было поделено на два округа: Шелберн и Баррингтон.

## Население
Для нужд статистической службы Канады графство разделено на два округа и три города.
| Название      | Оригинальное название | Статус | Площадь  | Население |
| ------------- | --------------------- | ------ | -------- | --------- |
| Баррингтон    | Barrington            | Округ  | 631,94   | 7 331     |
| Шелберн       | Shelburne             | Округ  | 1 818,49 | 4 828     |
| Кларкс-Харбор | Clark’s Harbour       | Город  | 2,90     | 860       |
| Локпорт       | Lockeport             | Город  | 2,32     | 646       |
| Шелберн       | Shelburne             | Город  | 9,00     | 1 879     |